# Susana Miller
Susana Miller – jedna z najsłynniejszych nauczycielek i tancerek stylu milonguero tanga argentyńskiego.
Była pod wpływem nauczycieli - Pepito Avellaneda, Gustavo Naveira oraz Miguel Balmaceda.
Wraz z Cacho Dante wprowadziła termin styl milonguero (apilado)  w latach 1990. W tym czasie pracowała jako asystentka Pedro 'Tete' Rusconi. Clarin jedno z najważniejszych czasopism w Buenos Aires określił ją jako jedną z czterech najważniejszych osobistości współczesnego (2007) tanga argentyńskiego.   Urodziła się w Buenos Aires. Uczy w Argentynie i jest znaną nauczycielką milonguero na świecie.